# 엣손 브라프헤이트
엣손 브라프헤이트(네덜란드어: Edson René Braafheid, 1983년 4월 8일 ~ )는 수리남에서 태어나 현재는 오스틴 볼드에서 레프트백으로 뛰고 있는 네덜란드의 축구 선수이다.
2003년에 위트레흐트에서 데뷔해, 2007년에는 트벤터로 이적을 하였고, 2009년에는 독일의 명문 바이에른 뮌헨으로 이적을 하였다. 2010년에는 2009–10 시즌이 끝날 때까지 셀틱으로 잠시 임대되었다. 2011년 1월 27일에는 1899 호펜하임으로 이적해 같은 해 2월 5일 데뷔전을 치렀다.
2006년에는 네덜란드 21세 이하 축구 국가대표팀의 일원으로 2006년 UEFA U-21 축구 선수권 대회에 참가해 네덜란드의 우승을 이끌었다. 2009년에 국가대표팀 데뷔전을 치른 이후에, 2010년 FIFA 월드컵 명단에도 들어 결승전에 교체 투입이 되었지만 스페인에 1 : 0으로 패하여 준우승에 그쳤다.